# 劉世芳
劉 世芳（りゅう せいほう、リウ シーファン、1959年〈民国48年〉8月13日 - ）は、中華民国（台湾）の政治家、元エンジニア。内政部長、民主進歩党所属の元立法委員。

## 経歴
2001年の第5回立法委員選挙では全国不分区から出馬し、当選した。同年7月1日、行政院秘書長に就任するため立法委員を辞任した。
その後も行政院消費者保護委員会や総統府副秘書長、国家安全会議副秘書長、行政院政務委員などを歴任した。
2016年の第9回立法委員選挙で高雄市第三選挙区から出馬し、激戦区とされてきた選挙区で10万票以上の得票数で当選した。
2020年の第10回立法委員選挙でも再び10万票以上の得票数で再選された。
2024年の第11回立法委員選挙では再選を辞退し、同選挙区から出馬する李柏毅を支援した。
2024年5月20日、頼清徳から内政部長に任命された。

## 選挙記録
| 年度 | 選挙               | 選挙区           | 所属政党   | 得票数    | 得票率 | 当選 | 注釈 |
| ---- | ------------------ | ---------------- | ---------- | --------- | ------ | ---- | ---- |
| 2001 | 第5回立法委員選挙  | 全国不分区選挙区 | 民主進歩党 | 3,447,740 | 33.40% |      |      |
| 2016 | 第9回立法委員選挙  | 高雄市第三選挙区 | 民主進歩党 | 102,255   | 53.51% |      |      |
| 2020 | 第10回立法委員選挙 | 高雄市第三選挙区 | 民主進歩党 | 102,300   | 43.75% |      |      |